# Departure (2015)
Departure ist der erste Langfilm des britischen Regisseurs Andrew Steggall aus dem Jahr 2015. Das Jugend-Drama erzählt die melancholische Geschichte eines Sommers, in dem der 15-jährige Elliot seine erste Liebe zu Clément entdeckt und ihn gleichzeitig die Offenbarung der gescheiterten elterlichen Ehe aus einer heilen Welt reißt.

## Handlung
Der eloquente und auf den korrekten sprachlichen Ausdruck bedachte 15-jährige Elliot möchte später Schriftsteller werden. Er reist mit seiner Mutter Beatrice aus England im Spätsommer nach Südfrankreich, um das zum Verkauf stehende Ferienhaus für die Übergabe vorzubereiten. Bei einem Spaziergang beobachtet Elliot heimlich und mit Neugier einen Jungen, der verbotenerweise in einem Reservoir badet. Elliot trifft ihn in der nahegelegenen Stadt wieder und drängt sich ihm zuerst auf. Der Junge stellt sich als Clément vor. Clément reagiert zuerst abweisend, besucht Elliot kurz darauf jedoch im Ferienhaus und hilft bei den Aufräumarbeiten. Dabei wechseln sie sprachlich fließend zwischen Französisch und Englisch. Es entwickelt sich eine merkwürdig offene und direkte Freundschaft zwischen den beiden: Clément verspottet Elliot, unter anderem wegen dessen offensichtlicher Zuneigung zu ihm, sucht jedoch immer wieder den Kontakt zu Elliot, der  seiner Zuneigung zu Clément nicht verstecken braucht. Bei einem Wortwechsel gesteht Elliot „Je t’aime“ zu Clément, der ihn gleich darauf spöttisch zurechtweist, dass es nicht „Je t’aime / I love you“ (dt. ‚Ich liebe Dich‘), sondern „Je t’aime bien / I like you“ (dt. ‚Ich mag Dich‘) heißt. Elliots ehemals geheimer Rückzugsort wird zum gemeinsamen Rückzugsort von beiden. Clément berichtet Elliot über dessen krebskranke Mutter, die er nach einem gewalttätigen Wutausbruch seinerseits nicht mehr besuchen darf. Elliot erzählt von einem Schlüsselmoment seiner Kindheit, der sinnbildlich dafür steht, dass in der Beziehung seiner Eltern etwas zerbrochen ist. Nachdem sie sich auch körperlich näher gekommen sind, bemerkt Elliot „Ce n’est pas «Je t’aime bien»“ (dt. Untertitel ‚Das war mehr als ‹Je t’aime bien›‘) und Clément antwortet „Je sais“ (dt. ‚Ich weiß‘).
Doch auch Elliots Mutter fühlt sich zu Clément hingezogen und küsst ihn auf einem gemeinsamen Ausflug, insgeheim beobachtet von Elliot. Elliots Vater Philip reist zum bevorstehenden Notartermin an. Er möchte das Geschäftliche regeln und sieht sich nicht als Teil der Familie, als Teil des Problems. In einem Gespräch mit Elliot spricht er in einer Parabel darüber, dass Dinge durch Verdrängung nicht verschwinden würden, bezieht sich explizit jedoch nur auf seine Frau. Elliot fragt rhetorisch, ob es wirklich um seine Mutter gehe. Letztendlich fällt die Fassade der glücklichen Ehe vollends und Beatrice konfrontiert ihren Ehemann mit dessen homosexuellen Neigungen.

## Produktion
Steggall sieht seinen Film als „sehr persönliche Eloge auf Liebe und Verlust“. Er beziehe sich auf mehrere Quellen, um das Wachsen der Persönlichkeit von Elliot und Beatrice an deren Ängsten und Sehnsüchten aus mehreren Perspektiven zu beleuchten. Dabei sei ihm ein Gedanke, wie auch schon bei früheren Kurzfilmen, sehr wichtig: die faszinierende Fähigkeit der Menschen, intuitiv Dinge zu wissen, lange bevor man sie wirklich realisiere. Steggall spricht davon, dass „inmitten der  Unschuld eine präventive Erfahrung“ liege, im Drehbuch festgehalten als „Verdickung der Zeit“. Zentrales Thema sei auch das „Gefühl in etwas einzutauchen“ gewesen, dabei sei bei ihm das Element Wasser mit altertümlicher Bedeutung von „Wasser als  Medium sexuellen Begehrens und der Wiedergeburt“ belegt. Die Bilder des Films seien nicht symbolisch angelegt, sondern sollen eine außen erlebbare Erweiterung der unbewussten und intuitiven Innenwelt seiner Protagonisten darstellen. Zusammengefasst gehe es ihm im Film um Sehnsucht: Menschen lebten aus Angst vor selbiger in selbst gebauten Mauern gefühlsmäßiger Isolation nebeneinanderher. Der Transformationsprozess von Elliot und Beatrice sei universell, Steggall habe dabei auch persönliche Erinnerungen einfließen lassen.
Departure ist eine Produktion von Motion Group Pictures und Connectic Studio, präsentiert vom BFI, in Zusammenarbeit mit Amaro Films. Er wurde beim Dinard Film Festival 2015 uraufgeführt. Der Film wurde im deutschsprachigen Raum am 24. November 2016 auf DVD als Original mit deutschen Untertiteln veröffentlicht, Verleiher ist Edition Salzgeber. Die DVD beinhaltet als Extra den Kurzfilm ‚The Red Bike‘, ebenfalls von Steggall.

## Rezeption
Der Film konnte bei Rotten Tomatoes bislang 86 % der Kritiker überzeugen und erhielt von 57 % des Publikums eine Bewertung von 3,5 Sternen oder mehr.
Andreas Köhnemann lobt in seiner Kritik auf kino-zeit.de die fließend ineinander übergehende Poesie der Bilder des theatererfahrenen Regisseurs. Dabei vernachlässige er jedoch nicht die Ausgestaltung seiner Hauptfiguren. Elliot werde als Träumer mit musischer Ader dargestellt. Elliot entlarve sich jedoch selbst als nicht der belesenen Intellektuelle, der er sein wolle, nachdem  er die Lebensgeschichte von Victor Hugo falsch wiedergebe; die Welt der Literatur sei für ihn nur Bühne seiner eigenen Gefühle. Schauspieler Alex Lawther verleihe der Figur des Elliot, mit seiner abgetragenen, königsblauen Gardisten-Jacke, eine Art „‚artifizielle Wahrhaftigkeit‘ […]: In jeder Pose steckt (mindestens) ein Funken Ehrlichkeit und in jeder Wahrheit ein wenig Manieriertheit. Ein großartiges Beispiel hierfür ist der dramatische Griff in die Brennnesseln, kurz nachdem Elliot einen ersten Versuch unternommen hat, Clément seine Gefühle zu gestehen“. Ebenfalls lobt Köhnemann die authentisch wirkende theatralische und melancholische Darstellung von Juliet Stevenson. Phénix Brossard sei „eine echte Entdeckung; [...] er spielt Clément als Mischung aus dem jungen, wilden Marlon Brando und dem enigmatischen Gast aus Pier Paolo Pasolinis Teorema - Geometrie der Liebe“.
Ryan Morris attestiert auf filminquiry.com dem Film, viel falsch gemacht zu haben: schwache bildliche Metaphern, fehlende Charakterentwicklung und unbewegende emotionale Momente. Er beschreibt den Beginn des Films als verwirrend komplex, diese Stimmung bleibe den ganzen Film hindurch: Elliott spricht zu Beginn über seine intuitiven Vorahnung, als er mit seiner Mutter im Auto durch Frankreich fährt. Die Bilder und Worte seien bestimmt gewählt und präzise gesetzt, doch wirke es auf den Zuschauer unfrei. Das Hauptproblem für Morris sei die Tatsache, dass der Film undefiniert bleibe und unversöhnlich zwischen den Genres wechsele, ohne sich festlegen zu wollen. Der Film reihe sich in eine immer länger werdende Reihe von Coming-of-Age-Filme mit homosexuellem Thema ein. Für Morris liefere der Film jedoch nichts Neues, er sei weder formgebend für eine neue Art von schwulem Film, noch besitze er in der althergebrachten Konvention ein Alleinstellungsmerkmal. Für Morris frustrierend, habe doch der Film Material für mehr gehabt: Eine Unterhaltung in einem Café zwischen Elliot und dem Besitzer François, der sich als ehemaliger Schauspieler dem angehenden Schriftsteller beim Finden der treffenden Wörter behilflich ist; ebenso das erste Gespräch und der erste Abschied der beiden Hauptcharaktere seien ausbaufähig gewesen. Alle stabilisierenden Momente des Films würden durch instabile ausgeglichen: “the result is more irritating than melancholic” (deutsch: „das Ergebnis ist irritierender als Melancholie“). Klischees würden aneinander gereiht werden und bewegende Momente mühsam Tiefgang ausstrahlen, weil der Film nichts Neues in Angriff zu nehmen versuche. Bis auf eine bildliche Metapher empfinde Morris alle anderen als unnötig. Die häufigen Bilder von Elliot treibend im Wasser seien unverständlich, zumal Elliot ein Mann des Wortes sei und seine Meinung äußern könne. Außerdem überspringe der Film im Aufbau der Beziehung zwischen Elliot und Clément jegliche Unbeholfenheit und würde damit Elliotts Charakterentwicklung opfern.

## Festivals und Auszeichnungen
Dinard Film Festival 2015 (Weltpremiere)
- besondere Erwähnung der Jury (in zwei Fällen)[5]

Festivalteilnahmen:
- London Film Festival 2015[6]
- Film Fest Gent 2015[7]
- Palm Springs International Film Festival 2016[8]
- Mardi Gras Film Festival Sydney 2016[9]
- Crossing Europe Filmfestival Linz 2016[10]